# Сражение на Норт-Анне
Сражение на Норт-Анне (англ. The Battle of North Anna) произошло 23-26 мая 1864 года в ходе Оверлендской кампании генерала Гранта во время американской гражданской войны. Сражение произошло в центральной Вирджинии и состояло из отдельных небольших столкновений у реки Норт-Анна. Иногда эти столкновения упоминаются отдельно как сражения при Телеграфной Дороге, при Окс-Форд и Гановерском перекрёстке.
После безрезультатных боёв под Спотсильвейни генерал Грант отправил свою армию на юго-восток, надеясь выманить Ли на открытую местность. Он проиграл гонку до очередного оборонительного рубежа на берегах Норт-Анны, но Ли не до конца понял намерения Гранта и не стал возводить земляных укреплений. 23 мая федеральный V корпус генерал-майора Говернора Уоррена перешёл реку у Ерихо-Миллс, и дивизии корпуса Эмброуза Хилла на смогли сбросить их с занятого плацдарма. Федеральный II корпус генерал-майора Уинфилда Хэнкока атаковал небольшой отряд южан и захватил Честерфилдский мост, но не стал наступать дальше на юг.
В эту же ночь генерал Ли и его инженеры разработали схему укреплений в форме перевёрнутой буквы «V», которая как бы разделяла федеральную армию на две части, одновременно позволяя южанам перебрасывать силы с фланга на фланг.

## Предыстория
С самого начала Оверлендской кампании Грант искал случая выйти в тыл армии Ли и разбить его на открытой местности. В сражении в Глуши ему не удалось проломить оборону противника, тогда он начал глубокий фланговый обход, но проиграл гонку к перекрёстку дорог у Спотсильвейни. Под Спотсильвейни он несколько раз пытался взять штурмом укрепления Северовирджинской армии, но потерпел неудачу. 21 мая Грант оставил попытки штурма и решил снова обойти фланг генерала Ли, причём в его планы входило как можно быстрее достичь берегов Норт-Анны, чтобы не дать противнику закрепиться на этом рубеже.

## Силы сторон

### Армия Гранта
Армия Гранта сильно уменьшилась с начала кампании и насчитывала 68 000 человек. Она состояла из Потомакской армии, и корпуса Бернсайда, который подчинялся непосредственно Гранту:
- II корпус Уинфилда Хэнкока: дивизии Дэвида Бирней, Френсиса Бэрлоу, Роберта Тилера и Джона Гиббона.
- V корпус Говернора Уоррена: дивизии Чарльза Гриффина, Самуэля Кроуфорда и Лизандера Катлера.
- VI корпус Горацио Райта: дивизии Дэвида Рассела, Томаса Нейла и Джеймса Риккетса.
- IX корпус Эмброуза Бернсайда: дивизии Томаса Криттендена, Роберта Поттера, Орландо Уилкокса и Эдварда Ферреро.
- Кавкорпус Шеридана: (с 9 по 24 мая отсутствовал)

### Армия Ли
Северовирджинская армия генерала Ли насчитывала 53 000 человек. Она состояла из четырёх корпусов:
- Первый корпус Ричарда Андерсона: дивизии Чарльза Филда, Джорджа Пикетта и Джозефа Кершоу (Три из четырёх бригад Пикетта вернулись в армию 21-23 мая с реки Джеймса.)
- Второй корпус Ричарда Юэлла: дивизии Джубала Эрли и Роберта Родса. (До 21 мая Эрли временно командовал 3-м корпусом; его же корпусом командовал Джон Гордон. Гордон позже командовал остатками дивизии Джонсона.)
- Третий корпус Эмброуза Хилла: дивизии Генри Хета, Кадмуса Уилкокса, Джона Брекинриджа[1] и Уильяма Махоуна.
- Кавалерийский корпус (без командира после гибели Стюарта:) дивизии Уэйда Хемптона[2], Фицхью Ли и Руни Ли.

## 21-23 мая
После Спотсильвейни целью Гранта стала река Норт-Анна в 40 километрах южнее, а также важный узел железных дорог — Гановерский Перекрёсток. Заняв оба эти места Грант мог не только перерезать линии снабжения противника, но и не дать Ли занять оборону на рубеже Норт-Анны. Грант понимал, что Ли может атаковать его на марше, поэтому разработал специальную стратегию: он направил на юг корпус Хэнкока, надеясь, что Ли нападёт на этот изолированный корпус и тогда Грант подойдёт с тремя остальными корпусами. Если же не нападёт, то Грант ничего не теряет, и Хэнкок приходит к Норт-Анне раньше, чем Ли.
20-тысячный корпус Хэнкока выступил в ночь на 21-е мая. Его передвижение прикрывали три кавалерийских полка под командованием генерала Альфреда Торберта, которому пришлось затеять перестрелку с конфедеративной кавалерией генерала Джона Чэмблисса. На рассвете 21 мая корпус пришёл к Гвинея-Стейшен, где некоторые северяне посетили дом Чэндлера — место, где год назад умер Джексон Каменная Стена. Кавалерия, продолжив путь на юг, встретила 500 солдат из дивизии генерала Джорджа Пикетта, которые шли на север из Ричмонда на соединение с армией Ли. После короткой перестрелки южане отступили за реку Маттапони, но 11-й вирджинский пехотный полк не получил приказа на отступление и был вынужден сдаться. Хэнкок ожидал появления всей армии Ли и был несколько удивлён, обнаружив людей Пикетта около Гвинея-Стейшен. Он понял, что Ли получает подкрепления, решил более не рисковать удалением от своей армии и остановил свой корпус.
Ещё в полдень 21-го мая Ли ничего не знал о намерениях Гранта, и не очень хотел уходить из траншей под Спотсильвейни. На всякий случай он удлинил свой фронт на восток, передвинув корпус Юэлла на Телеграфную Дорогу, а также велел Джону Брекинриджу, который шёл из Шенандоа на соединение с Ли, чтобы он остановился у Гановерского перекрёстка и оборонял рубеж по реке Норт-Анна. Между тем, Грант двинул на юг и остальные свои корпуса. V корпус Уоррена отправился к Массапонакс-Черч, но Грант узнал о появлении Юэлла на Телеграфной дороге и велел Уоррену изменить маршрут и идти к Гвинея-Стейшен на соединение с Хэнкоком. Корпус Бернсайда тоже наткнулся на людей Юэлла на Телеграфной дороге и повернул к Гвинея-Стейшен. VI корпус, которым после гибели Седжвика командовал Райт, последовал за Бернсайдом. К этому времени Ли уже понял намерения Гранта и приказал Юэллу двигаться на юг по телеграфной Дороге. Корпус Андерсона был направлен вслед за ним, а корпус Хилла — тоже на юг, но по более западной дороге. Он велел не спешить, он знал, что Юэллу надо пройти 40 километров по хорошим дорогам, а Хэнкоку — 55 километров по плохим.
21 мая Грант упустил удачный момент: корпус Уоррена встал лагерем всего милей восточнее телеграфной дороги и не заметил, как армия Ли прошла совсем рядом на юг. Если бы Уоррен напал на фланг армии противника, он мог бы нанести Северовирджинской армии весьма ощутимые потери. Вместо этого южане беспрепятственно достигли Норт-Анны 22-го мая. Грант понял, что его план сорван, поэтому не стал спешить. Его армия прошла несколько миль по телеграфной дороге и остановилась на ночлег.

## Сражения

### 23 мая
23 мая произошли локальные бои у переправ Честерфилд-Бридж и Ерихо-Милс.
Утром 23 мая Уоррен пришёл к Моунт-Кармель-Черч и остановился в ожидании дальнейших инструкций. Корпус Хэнкока настиг его и оба корпуса неудачно перепутались. Тогда командиры решили, что Хэнкок отправится по телеграфной дороге к Честерфилдскому мосту, а Уоррен переправится через Норт-Анну у Ерихо-Миллс. на пути федеральных корпусов не оказалось никаких укреплений. Ли предполагал, что Грант не будет всерьёз наступать через реку, а отправится дальше на восток. Там, где Телеграфная дорога пересекала Норт-Анну по Честерфилдскому мосту, находилась только небольшая южнокаролинская бригада Джона Хэнагана, который построил небольшой земляной редут. Небольшой отряд охранял ж-д мост неподалёку, но остальные переправы остались без прикрытия.
В авангарде корпуса Хэнкока двигалась дивизия Бирней. Попав под обстрел из редута, Бирней развернул две бригады для атаки: бригаду Томаса Эгана восточнее дороги, а бригаду Байрона Пирса — западнее. Корпусная артиллерия открыла огонь, и ей ответила артиллерия первого корпуса, которой командовал Эдвард Портер Александер. Генерал Ли, который наблюдал за боем из дома Фокса, едва не был убит ядром, которое проломило дверь дома. В 18:00 федеральная пехота пошла в атаку. Бригады Эгана и Пирса были поддержаны бригадой Уильяма Брюстера. Небольшой отряд Хэнагана не имел никаких шансов и начал отступать через мост. Они пытались поджечь мост, но федеральные снайпера помешали им. Из-за интенсивного артиллерийского огня северяне не стали переходить мост, а принялись рыть траншеи на северном берегу реки.
Точно так же и корпус Уоррена застал переправы у Ерихо-Миллс незащищёнными. Уоррен приказал дивизии Гриффина перейти реку и основать плацдарм на южном берегу. В 16:30 остальные дивизии корпуса перешли реку. Узнав от пленного, что лагерь противника находится неподалёку у линии центральной вирджинской железной дороги, Уоррен построил своих людей в боевой порядок: дивизию Кроуфорда на левый фланг, Гриффина на правый, а дивизию Катлера ещё правее Гриффина. Генерал Хилл полагался на мнение Ли, который считал, что манёвры Уоррена — всего лишь отвлекающие, поэтому отправил на перехват всего лишь дивизию Кадмуса Уилкокса с артиллерией Уильяма Пеграма.
Уилкокс и Пеграм организовали мощную атаку: федеральная дивизия понесла большие потери от артиллерийского огня, а дивизия Гриффина попала под атаку северокаролинской бригады Лейна и южнокаролинской бригады Макгована. Дивизия Катлера, только что явившаяся на поле боя, попала под удар джорджианской бригады генерала Эдварда Томаса, бригады Брауна и бригады Альфреда Скейлса (под временным командованием Уильяма Лоуренса). Ряды бригады Катлера оказались прорваны и бригада начала отступать к обрывам Норт-Анны. Корпус Уоррена спасло только вмешательство артиллерии Чарльза Уэйнрайта, который разместил 12 орудий на хребте и открыл огонь по бригадам Хилла. Одновременно 88-й пенсильванский полк прошёл по оврагу во фланг бригаде Томаса, бригада начала отступать, открыв фланг бригады Скейлса, отчего его позиция сразу стала невыгодной.
Увидев, что подкрепления из дивизии Генри Хета не подходят, Уилкокс приказал своим людям отступить. Соотношение сил было 15 к 6 не в его пользу. Его дивизия потеряла 730 человек, в том числе полковника Брауна, который попал в плен. Северяне потеряли 377 человек. На следующее утро генерал Ли выразил Хиллу своё недовольство его действиями. «Генерал Хилл, почему вы позволили этим людям переправиться здесь? Почему вы не бросили против них все свои силы и не обратили их в бегство, как делал это Джексон?»

### Возведение укреплений
К вечеру 23 мая позиции армии Гранта вытянулись вдоль Норт-Анны. Корпус Уоррена окопался на своём плацдарме у Ерихо-Миллс, Райт встал на северном берегу реки для поддержки. Бернсайд встал левее Райта у Окс-Форд, а Хэнкок остался на своих позициях у моста, оказавшись левее Бернсайда. Теперь Ли понял, что генеральное сражение может произойти именно на этих позициях и начал планировать линии укреплений. Он не стал укреплять позиции у реки, где федеральная артиллерия могла бы накрыть их анфиладным огнём, вместо этого он с главным своим инженером, генерал-майором Мартином Смитом, разработал необычный план. Почти 8 километров траншей предполагалось загнуть углом в виде перевёрнутой буквы «V», остриё которой находилось возле брода Окс-Форд. Это был единственный брод, который реально было оборонять. Западный фланг был поручен Третьему корпусу, который упирался флангами в Норт-Анну и Литтл-Ривер. На восточной стороне встали корпуса Андерсона и Юэлла, линии которых вытянулись до ж-д перекрёстка Гановер, и оканчивались у болот. Всю ночь солдаты Северовирджинской армии рыли траншеи. Брекинридж и Пикетт стояли в тылу в качестве резерва.
Новая позиции Ли представляла серьёзную опасность для Гранта. Ли предполагал, что Грант воспримет отвод армии на новые позиции, как отступление, а укрепления у Окс-Форда — как небольшой арьергард. Если Грант начнёт наступление, то его армия окажется разделена. Ли сможет оставить примерно 7000 человек для удержания позиций на левом фланге, а остальными силами атаковать корпус Хэнкока, достигнув численного превосходства на этом участке: 36 000 южан против 20 000 людей Хэнкока. Уоррен и Райт смогут прийти на помощь Хэнкоку только после того, как перейдёт Норт-Анну в двух местах, неизбежно теряя при этом время. Загнув свои линии, Ли получил те же преимущества, что ранее при Спотсильвейни, и те же, что имел Мид под Геттисбергом. Однако у Норт-Анны не было слабого участка, как «подкова мула» при Спотсильвейни. Остриё угла было защищено обрывами Норт-Анны.

### 24 мая
Утром 24 мая Грант перевёл на южный берег дополнительные части. Шестой корпус Райта переправился у Ерихо-Миллс и в 11:00 оба корпуса, Уоррена и Райта, вышли к центральной вирджинской железной дороге. В 08:00 корпус Хэнкока, наконец, перешёл реку по Честерфилдскому мосту, отбросив редкие пикеты противника силами 20-го индианского и 2-го снайперского полков. Ниже по течению южане сожгли железнодорожный мост, но солдаты 8-го огайского срубили большое дерево и перешли реку по нему. Эта переправа была потом дополнена понтонным мостом, по которому перешла дивизия Гиббона. Армия Гранта постепенно втягивалась в ловушку, расставленную генералом Ли. никто не мешал переправе федеральной армии, из чего Грант заключил. что противник отступает. Он написал в Вашингтон: «Противник отошёл от Норт-Анны. Мы преследуем».
Федералы встретили сопротивление только у переправы Окс-Форд и, как Ли и предполагал, сочли его арьергардом армии, небольшим неприятным препятствием. Грант приказал корпусу Бернсайда разделаться с ним. Дивизия Самуэля Кроуфорда поднялась выше по течению и заняла брод Куарлес-Милл. Дивизии Криттендена было приказано переправиться по этому броду на южный берег и атаковать позиции противника у Окс-Форд с запада. В авангарде дивизии Криттендена шла бригада Джеймса Ледли, который был известный любитель выпить на поле боя. Амбициозный Ледли, уже нетрезвый к тому времени, решил атаковать позиции противника силами одной своей бригады. Выйдя к позициям генерала Махоуна, Ледли послал в атаку 35-й массачусетский полк, атака которого была сразу же отбита. Ледли запросил у Криттендана три полка в поддержку. Криттенден удивился этому запросу и послал к Ледли офицера с приказом не атаковать, пока вся дивизия не перейдёт реку.
Но когда офицер прибыл, Ледли был уже совсем пьян. Несколько батарей с укреплений третьего корпуса открыли огонь по позициям Ледли, который сразу велел атаковать. Начался дождь. Солдаты Ледли двинулись вперёд, но быстро потеряли строй. Южане подпустили противника поближе и только тогда открыли огонь, заставивший бригады Ледли сразу же лечь в грязь. Дождь перешёл в сильную грозу. 56-й и 57-й массачусетские полки сумели построиться, но миссисипцы бригады Махоуна вышли из укреплений и атакой отбросили их назад. Полковник Стефан Вельд из 56-го был ранен и подполковник Чарльз Чендлер из 57-го был убит. Вскоре вся бригада Ледли отступила к Куарелс-Милл. Несмотря на неудачу, Ледли заслужил похвалу за «храброе поведение». После сражения он был повышен до дивизионного командира и его пьянство на поле боя стало проклятьем для его солдат, и в итоге привело к разгрому в бою у Воронки под Петерсбергом, после которого он был отстранён от командования.
Корпус Хэнкока начал наступать на юг от Честерфилдского моста примерно в то же время, когда бригада Ледли переходила реку. Впереди наступала дивизия Джона Гиббона. Отбросив передовые пикеты, дивизия атаковала укрепления, которые удерживала алабамская бригада Эвандера Лоу и северокаролинская бригада Уильяма Коха. Передовая бригада Гиббона (Томаса Смита) бросилась на укрепления, но южане контратаковали и завязался бой, который остановился только когда началась гроза: солдаты опасались замочить порох. Когда дождь утих, дивизия Бирней подошла на помощь Гиббону, но и эти две дивизии не смогли прорвать оборонительные линии южан.
Федеральная армия делала как раз то, на что надеялся генерала Ли. Однако реализовать план разгрома корпуса Хэнкока не удалось. Утомлённый непрерывными боями, Ли испытал внезапный приступ диареи и был вынужден оставаться в постели в своей палатке. Более того, ему не удалось найти себе заместителя на время сражения: генерал Хилл был ещё нездоров после Глуши и ещё не был способен управлять армией, что показали его действия у Ерихо-Миллс. Генерал-лейтенант Ричард Юэлл ещё не пришёл в себя после Спотсильвейни. Стюарт был убит под Йеллооу-Таверн. Джеймс Лонгстрит был ранен в Глуши, а его заместитель, Ричард Андерсон, не имел опыта управления корпусами. «Мы должны ударить по ним, мы не можем им позволить снова пройти мимо!» — говорил Ли, лёжа в палатке. Но осуществить эти планы не было возможности.
Большинство историков считает ситуацию у Норт-Анны большим упущенным шансом генерала Ли. Однако, некоторые сомневаются в такой трактовке. Марк Гримслей считает, что «ни один участник событий потом не говорил о подобной операции, а перемещения войск 23-го и 24-го мая имели оборонительный характер.» Более того, он считает позиции Ли непригодными для атаки. Полковник Винсент Эспосито писал, что успех атаки был бы сомнителен, так как корпус Хэнкока успел неплохо окопаться.
В 18:30 Хэнкок предупредил Мида, что позиции Ли так же сильны, как при Спотсильвейни. Грант осознал всю опасность положения, в которое он попал, поэтому приказал остановить наступление и возвести собственные укрепления. Инженеры начали возводить дополнительные понтонные мосты, чтобы улучшить связь между флангами его армии.
Между тем к вечеру 24 мая произошли некоторые командные перестановки в федеральной армии. Грант и Мид постоянно ссорились по поводу стратегии и тактики и теперь их ссора достигла максимума. В итоге, чтобы успокоить Мида, Грант передал корпус Бернсайда под его прямое руководство. Бернсайд был старше по званию (генерал-майор), но принял этот приказ без возражений.

### 25-26 мая
Утром 25 мая корпус Уоррена проверил на прочность оборонительную линию генерала Хилла и счёл её слишком сильной, чтобы всерьёз атаковать. VI-й корпус Райта попробовал обойти линию Хилла с фланга через Литтл-Ривер, но выяснилось, что кавалерия Хэмптона охраняет броды. На восточном участке генерал Хэнкок уже понял, что позиции противника сильны и не стал экспериментировать. День прошёл в отдельных перестрелках. Федеральные солдаты от нечего делать разобрали 5 миль Вирджинской Центральной железной дороги. Возможности Гранта были сильно ограничены. После Спотсильвейни он уже не решался на фронтальную атаку, а фланговый обход казался неосуществимым. Однако Грант не утратил оптимизма, полагая, что бездействие противника демонстрирует его слабость. Он написал начальнику штаба, Генри Хэллеку:
Армия Ли изрядно измотана. Это видно и по пленным, и тем более по её действиям. Они так и не показались из своих траншей. Наши чувствуют, что мы стали сильнее духом, и атакуют всё увереннее. Я могу ошибаться, но я чувствую, что наша победа уже гарантирована.

## Последствия
Так же как после Глуши и Спотсильвейни, Грант снова начал планировать марш вокруг фланга армии Ли. Теперь он должен был двигаться на восток, стараясь не выдать противнику своего манёвра. 22 мая он приказал переместить базы снабжения из Фредериксберга в Порт-Рояль, на реке Раппаханок. Через шесть дней базу перенесут ещё дальше, в Уайт-Хаухз на реке Памункей. Кавалерия Джеймса Уилсона получила приказ перейти Норт-Анну и направиться на запад, изображая обход левого крыла армии Ли. Кавалерия разрушила несколько участков дороги, но до серьёзных перестрелок дело не дошло. Ночью 26 мая Райт и Уоррен снялись с позиций и незаметно перешли Норт-Анну. 27-го числа они двигались на восток, к переправам через Памункей около Хановертауна, а Бернсайд и Хэнкок оставались на местах, охраняя броды на Норт-Анне. Кавалерия Шеридана как раз вернулась из-под Йеллоу-Таверн и маскировала эти манёвры. Теперь целью всех передвижений стал важный перекрёсток у Колд-Харбор, находящийся в 40 км юго-восточнее.
В целом сражение на Норт-Анне имело скромные масштабы по сравнению с другими сражениями Гражданской войны. Потери Союза составили примерно 2623 человека. Потери Северовирджинской армии не подсчитаны, но, судя по кровопролитным боям между Хиллом и Уорреном, армия предположительно потеряла 2500 человек.
На Норт-Анне Грант не решился атаковать укрепления противника. Через несколько дней, в сражении при Колд-Харбор, он всё же решится на штурм, и перенесёт одну из самых тяжёлых неудач за всю войну.